# Erwin Leo Himmel
Pour les articles homonymes, voir Himmel.
Erwin Leo Himmel (né le 9 avril 1956 à Graz) fait partie des plus importants designers automobiles contemporains en Europe. Il s´est fait connaître au sein de ce milieu durant son début de sa carrière chez Audi. 

## Jeunesse
Erwin Leo Himmel est né en 1956 à Leibnitz, en Autriche. Au cours de ses études d’architecture effectuées à l’université technologique de Graz, il découvrit fortuitement la profession de designer automobile. À la suite de ce coup de foudre, il se consacra à cette activité parallèlement à ses études et créa progressivement ses propres modèles. Sur la base d’un book personnel, il se présenta auprès des grandes marques automobiles et fut accepté chez Audi, Ford et Volkswagen. Il quitta alors ses études d’architecture pour se consacrer entièrement à sa passion auprès de la marque Audi. Il fut repéré par sa hiérarchie qui lui proposa une bourse au très sélectif Royal College of art de Londres. Himmel y suivit le « Master of design » et l’obtint en 1981. 

### Audi 1982/1994
Dès le début de sa carrière, la responsabilité de l’ensemble des modèles d’Audi lui fut confiée. Après plusieurs années passées au centre de design d’Ingolstadt (Allemagne), il obtint la direction du studio de design de Munich. C’est à cette période qu’il développa avec succès le concept Quattro Spyder.
En 1994, il réalisa pour le compte du groupe Volkswagen la première expérimentation d’externalisation du design. C’est ainsi que fut élaboré le Design Centre Europe (DCE) à Sitge (Espagne). Himmel y dirigea l’élaboration de modèles pour les marques du groupe : Volkswagen, Audi, SEAT, Skoda.

### Design Centre Europe, 1995–1999
En 1999, il refusa de prendre la direction du design chez Skoda afin de monter sa propre affaire. C’est ainsi que naquît Fuore Design, situé à Barcelone.
Il travailla alors étroitement avec le groupe Mitsubishi pour lequel il réalisa les modèles Mitsubishi Pajero Evolution et Mitsubishi Pajero Evolution 2+2. Ceux-ci furent présentés au Frankfurt IAA ainsi qu’au Salon International de l’Auto de Genève où ils rencontrèrent un franc succès.

### Fuore
Fuore établit un partenariat stratégique avec Subaru. Dans ce cadre, la start up créa plusieurs modèles tels que Subaru B11S, Subaru R1, Subaru R2, Subaru B9 Tribeca… Dans le même temps, les services de Himmel furent requis par la plupart des grands groupes automobiles. En 2003, il présenta son premier modèle propriétaire au « Barcelona Salón Internacional del Automóvil ».
En 2007, après une mauvaise conjoncture durant depuis 2006, Himmel décida de liquider la société, considérant que les perspectives économiques étaient insuffisantes.
Les années Fuore furent déterminantes car Himmel élargit son panel de créations avec l’élaboration de modèles allant de produits technologiques divers, tels que téléphones portables, baladeurs mp3, Home Cinema, à la décoration intérieure de trains ou d’avions,  en passant par l’élaboration de modèles de cyclomoteurs.